# Ipomoea schaijesii
Ipomoea schaijesii är en vindeväxtart som beskrevs av J. Lejoly och S. Lisowski. Ipomoea schaijesii ingår i släktet praktvindor, och familjen vindeväxter. Inga underarter finns listade i Catalogue of Life.